# Tàbor
|  | Per a altres significats, vegeu «Tabor». |

Tàbor (en txec: Tábor) és una ciutat de la República Txeca, situada en la regió de la Bohèmia Meridional. Fou fundada al segle xv per un grup d'hussites que des de llavors foren anomenats taborites. Esdevingué el model de ciutat sense propietat privada. Aquesta ciutat està protegida pel govern pel seu interès històric i artístic.

## Història
Aquesta ciutat fou fundada en la primavera del 1420 per Petr Hromádka de Jistebnice i Jan Bydlínský de Bydlín, que pertanyien a la branca més radical dels hussites que es caracteritzaren pel rebuig a les riqueses i la denúncia de la corrupció eclesiàstica. Els seus primers habitants cercaven portar una manera de vida més semblant a la de Jesucrist i els seus apòstols, amb una comuna entre iguals, governada per quatre representants que serien escollits democràticament. El nom va ser triat d'un mont que és esmentat al Llibre dels Jutges.L'esperit comunal fou celebrat en una composició musical de Bedřich Smetana titulat Cançó de llibertat.
El 1452 deixà de tenir importància històrica quan el rei Jordi de Podiebrad en prengué el control.
Fins al 1918, Tàbor fou part de l'Imperi Austríac] i fou una del les 94 capitals de districte (Bezirkshauptmannschaften) dins de la regió de Bohèmia.
El 1895 s'inaugurà l'estació de ferrocarril i l'oficina de correus.

## Geografia natural
La part antiga de la ciutat està construïda sobre un turó isolat, envoltat pel riu Lužnice i per un gran llac, al qual els hussites posaren el nom bíblic Jordà. Aquest llac artificial, creat el 1492, és el pantà més antic de l'Europa Central.

## Geografia urbana

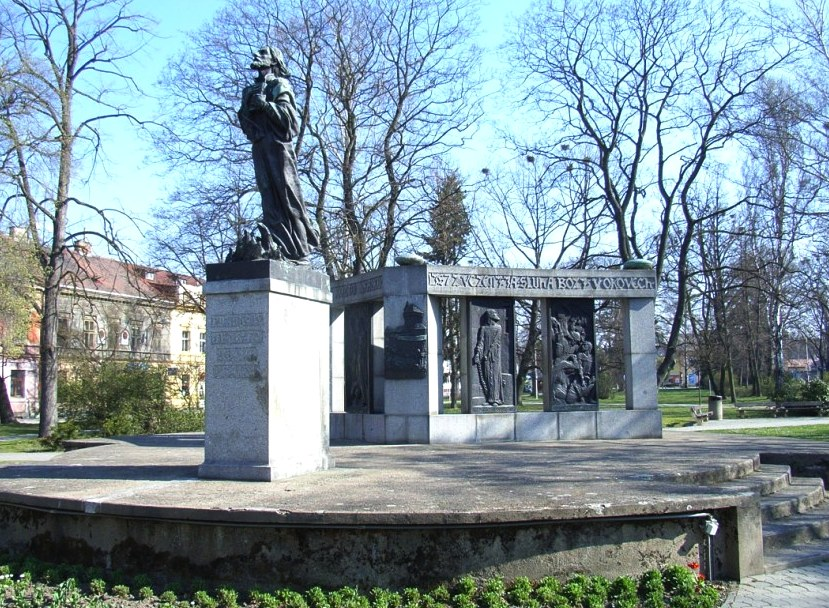
Monument a Jan Hus

L'estructura de la ciutat té relació amb l'època de guerres i persecucions religioses en què es va fundar. Tot i que la major part de les antigues fortificacions han estat demolides, la ciutadella de Tàbor (Hradiště Hory Tábor) encara conserva parts del període historic. En el centre de la ciutat està la plaça de Žižka, dedicada al seu líder religiós i militar Jan Žižka. Uns carrers molt estrets surten d'aquesta plaça, construïts així per evitar l'accés d'un gran exèrcit. Sota les cases hi ha un laberint de túnels per poder fugir sense ser vistos en cas d'atac.
Dels edificis d'aquesta ciutat destaca una església nomenada Església de la Transfiguració del Senyor en el Mont Tàbor, construïda el 1516 en estil renaixentista de Bohèmia, però restaurada al segle xix.
En el museu de la ciutat, situat dins l'antic edifici de l'ajuntament, s'exposen objectes històrics com alguns carros de pagès que van convertir en eficaços carros de combat, o artístics com els fragment del Retaule de Roudníky, d'estil gòtic.

## Administració
La ciutat de Tàbor està organitzada en 15 districtes, que són els següents:
Čekanice, Čelkovice, Hlinice, Horky, Klokoty, Měšice, Náchod, Smyslov, Stoklasná Lhota, Sídliště Nad Lužnicí, Větrovy, Všechov, Zahrádka, Záluží, Zárybničná Lhota.